# مونتفورت
مونتفورت Montfoort  هي مدينة وبلدية بمقاطعة أوترخت بهولندا.

## طوبوغرافيا
خريطة طوبوغرافية هولندية لبلدية مونتفورت، يونيو 2015، (تقرأ بعد ثلاث نقرات على الخريطة).

## معرض صور

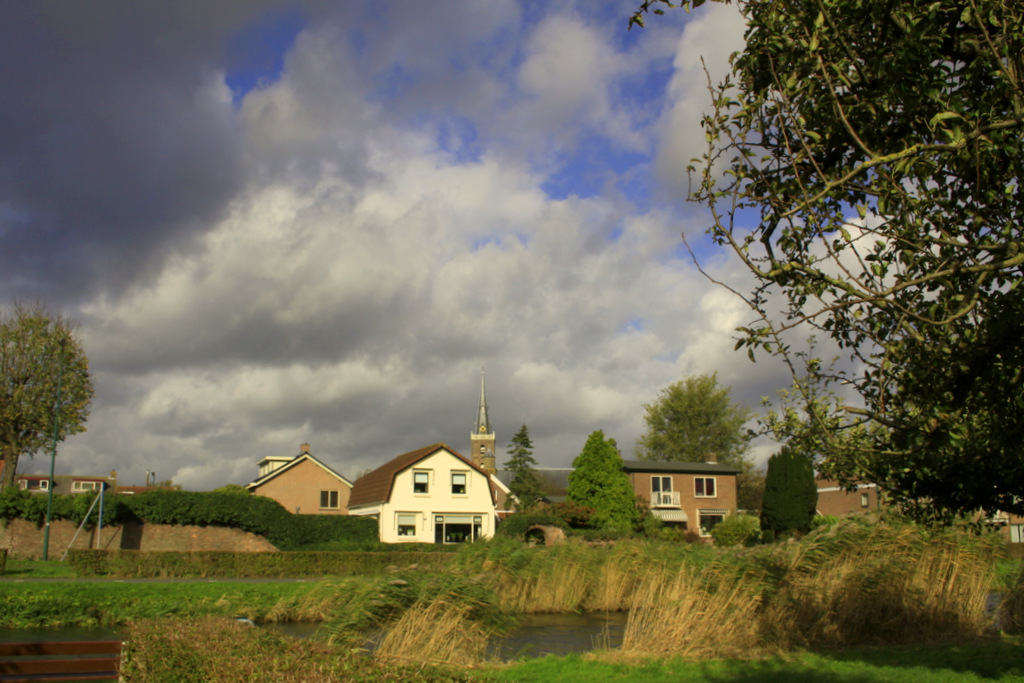
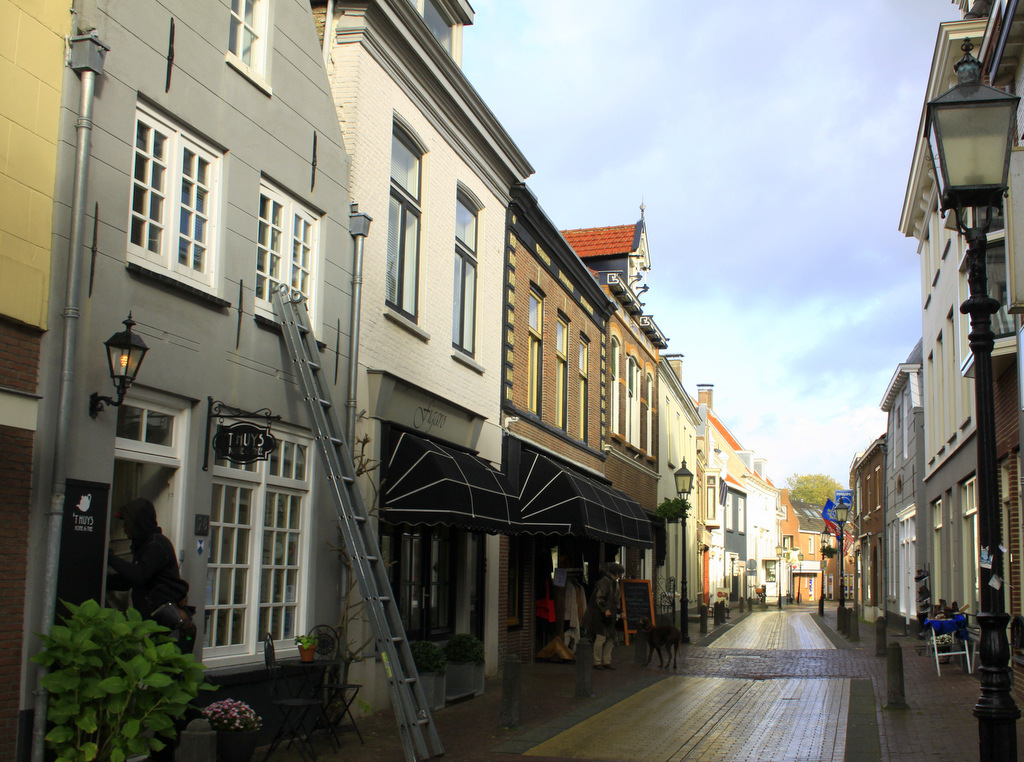
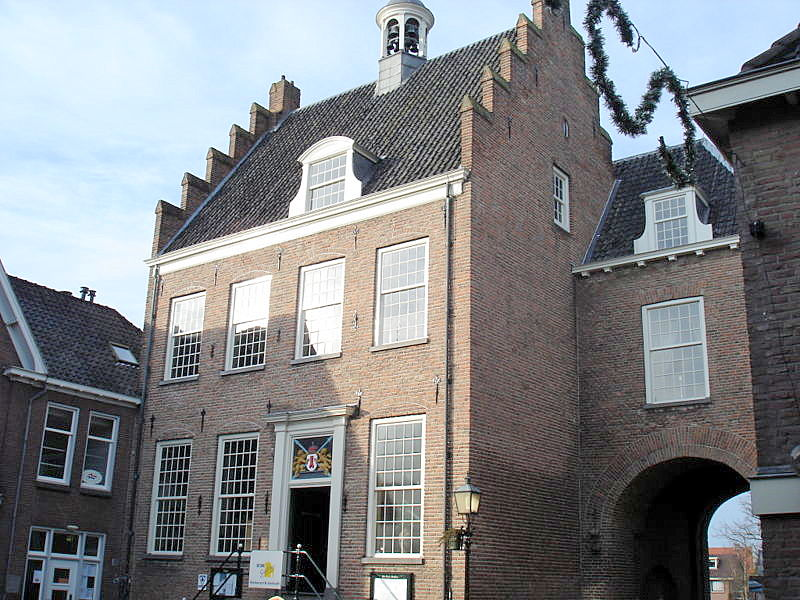

## وصلات خارجية
- الموقع الرسمي